# ID-märkning av djur
ID-märkning av djur  är ett tillvägagångssätt för att identifiera ett liv- eller husdjur som kan springa bort, främst idag katter och hundar. Efter en ID-märkning måste djuret registreras i ett speciellt register, oftast tillsammans med kontaktuppgifter till ägare.
I Sverige finns sedan den 1 januari 2001 ett krav på ID-märkning av hundar. Från och med januari 2023 finns det även krav på att katter ska ID-märkas och registreras.

## Historia
Så länge människan har hållit djur i fångenskap, främst livdjur, har det funnits ett behov av att visa vilka djur som tillhör varje djurägare. När man inte kunde se efter sina djur själv, anlitade man boskapsvaktare, t.ex. fåraherdar.
En av uppgifterna för en cowboy var att, till häst, vakta ägarens boskap.
Men i takt med att hjordarna växte, djuren såg nästan likadana ut, och det blev svårt att se efter hur alla djur rörde sig, växte behovet av en tillhörighetsmärkning som dessutom var svår att ta bort. En av de tidigaste metoderna var brännmärkning, att man brände in ägarens symbol eller något annat märke som man enkelt kunde identifiera med ägaren. Det engelska ordet för varumärke, "brand", kommer just av brännmärkning av boskap. Denna metod är godkänd på många håll i världen än idag.
Metoden är billig att utföra, men är däremot ganska smärtsam för djuret, och man har därför frångått metoden på många håll. En variant är frysmärkning som fungerar på omvänt sätt fast med kyla. Frysmärkning är godkänd i Sverige på vissa typer av djur, t.ex. hästar, medan brännmärkning inte är det. 

## Tatuering
Märkning genom tatuering brukar vanligtvis göras i vänster öra på en hund eller katt genom att en sifferkombination på 4-5 siffror tatueras in. Koden läses av inifrån och utåt. Sedan den 1 januari 2009 krävs att en veterinär genomför märkningen, och att djuret är bedövat med lugnande medel.

## Mikrochipmärkning
Hundar, katter och hästar kan också märkas genom att ett mikrochip injiceras under huden. Om en hund ska ut och resa måste denna märkas med mikrochip. Samtliga chip har ett unikt ID-nummer som kan läsas av med hjälp av en avläsare som finns tillgänglig hos polis, veterinärer, djurhem och liknande.
ID-numret finns också angivet i djurets pass, om djuret har ett sådant.

## Öronbrickor
Kor, får och grisar måste enligt lag märkas med öronbrickor. Brickorna visar det s.k. "produktionsplatsnumret" vilket är ett unikt nummer som fås hos varje lands jordbruksmyndighet, i Sverige Jordbruksverket. Numret identifierar alltså inte djuret i sig, utan platsen som djuret tillhör eller är uppfött på. Det är sedan upp till djurägaren att ha ett register över sina djur.
Öronbrickan fästs genom att en tång trycker hål genom örat, på samma sätt som ett öronhåltagningsverktyg för människor. Om djuret tappar eller råkar slita av sig brickan ska en ny bricka sättas fast.
Lagen gäller även minigrisar, även om de mer liknar sällskapsdjur än produktionsdjur. Till minigrisar kan dock metallclipsbrickor användas (samma som används till får).